# Nekrolog 3. Quartal 1924
Nekrolog
◄◄
| ◄
| 1920
| 1921
| 1922
| 1923
| 1924 | 1925 | 1926 | 1927 | 1928 | ► | ►►
1. Quartal |
2. Quartal |
3. Quartal |
4. Quartal 1924
Weitere Ereignisse | Allgemeiner Nekrolog 1924
Die Beschreibung der verstorbenen Person sollte so kurz wie möglich gehalten sein und nur deren signifikante Tätigkeit(en) enthalten.
Neue Namen ggf. auch unter dem Geburts- und Sterbedatum, also etwa unter 1. Januar und im Geburts- und Sterbejahr (2024) eintragen (nur bei entsprechender großer Wichtigkeit). Für Beispiele siehe die schon vorhandenen Artikel.
Außerdem über die fünf zuletzt Verstorbenen, zu denen es einen ausreichend guten Artikel für eine Präsentation auf der Hauptseite gibt, nach der todesbedingten Überarbeitung der Artikel ggf. auch unter Wikipedia Diskussion:Hauptseite informieren und sie am besten auch in den anderen Wikipedia-Sprachversionen eintragen. Tipp: Regelmäßig bei news.google.de nach „ist tot“, „gestorben“ oder „verstorben“ suchen.
Wenn eine Person gestorben ist, gibt es viele Seiten zu dieser Person in der Wikipedia, die davon auch betroffen sind und entsprechend aktualisiert werden müssen. Beispiele: Namenübersichtsseite, Geburtsjahr, Geburtsort-Seiten und viele mehr.
Wie finde ich die betroffenen Seiten?
Im Suchfeld auf der linken Seite gibt man den Suchbegriff so ein: „Vorname Nachname“. Dann klickt man auf Volltext und alle Seiten mit entsprechendem Suchtext werden aufgerufen. Hier sieht man dann schnell, wo auch das Todesjahr Sinn macht oder sogar ein Teil des Artikels angepasst werden muss. Auch hilft das „Werkzeug“ auf der linken Seite sehr gut, um solche Seiten aufzufinden: „Links auf diese Seite“. Somit ist die Wikipedia wieder aktuell in allen Bereichen! Hinweis: bei Eintragung der Kategorie „Gestorben JAHR“ wird der Missbrauchsfilter 49 ausgelöst, was jedoch nicht schlimm ist. Siehe: Spezial:Missbrauchsfilter/49
Dies ist eine Liste von im dritten Quartal 1924 verstorbenen bekannten Persönlichkeiten. Die Einträge erfolgen innerhalb der einzelnen Daten alphabetisch sortiert. Tiere sind im Nekrolog für Tiere zu finden.

## Juli
| Tag      | Name                                                   | Beruf, bekannt als                                                                                              | Alter | Beleg |
| -------- | ------------------------------------------------------ | --- | ----- | ----- |
| 1. Juli  | Friedrich Ludwig zu Dohna-Lauck                        | deutscher Fideikommissherr, Hofbeamter und Parlamentarier                                                       | 51    |       |
| 1. Juli  | Torsten Wasastjerna                                    | finnischer Maler                                                                                                | 60    |       |
| 2. Juli  | Thomas B. Dunn                                         | US-amerikanischer Politiker                                                                                     | 71    |       |
| 2. Juli  | Unico von der Groeben                                  | deutscher Diplomat, Standesherr und Parlamentarier                                                              | 63    |       |
| 2. Juli  | Matsukata Masayoshi                                    | japanischer Industrieller und Politiker                                                                         | 89    |       |
| 2. Juli  | Josef Tarneller                                        | Tiroler Geistlicher, Historiker und Autor                                                                       | 79    |       |
| 2. Juli  | Jethro Teall                                           | britischer Geologe                                                                                              | 75    |       |
| 2. Juli  | William H. Upham                                       | US-amerikanischer Politiker                                                                                     | 83    |       |
| 3. Juli  | Franz Boll                                             | deutscher Altphilologe und Bibliothekar                                                                         | 57    |       |
| 3. Juli  | Stephan Hoffmann                                       | deutscher Richter, Senatspräsident am Reichsgericht                                                             | 78    |       |
| 4. Juli  | Josef Herzig                                           | österreichischer Chemiker                                                                                       | 70    |       |
| 4. Juli  | Gustav von Seckendorff                                 | preußischer General der Infanterie                                                                              | 76    |       |
| 5. Juli  | Alvey Augustus Adee                                    | US-amerikanischer Diplomat                                                                                      | 81    |       |
| 5. Juli  | William Arthur Smith Benson                            | englischer Kunsthandwerker und Designer                                                                         | 69    |       |
| 5. Juli  | Paul Busson                                            | österreichischer Schriftsteller                                                                                 | 50    |       |
| 6. Juli  | Ole Tobias Olsen                                       | norwegischer Lehrer, Fotograf, Liederdichter, Sammler von Folklore und Volksliedern, Organist, Bürgermeister... | 93    |       |
| 6. Juli  | Thomas L. Reilly                                       | US-amerikanischer Politiker                                                                                     | 65    |       |
| 6. Juli  | Alfred zu Salm-Reifferscheidt                          | deutscher Standesherr und Politiker, MdR                                                                        | 61    |       |
| 7. Juli  | Anton Afritsch                                         | österreichischer Journalist und Politiker, Initiator der Kinderfreunde-Bewegung                                 | 50    |       |
| 7. Juli  | Otto Antrick                                           | deutscher Industrieller und Politiker (SPD), MdR, Ministerpräsident des Freistaates Braunschweig                | 65    |       |
| 7. Juli  | Miguel Covarrubias Acosta                              | mexikanischer Botschafter und Außenminister                                                                     |       |       |
| 7. Juli  | Heinrich Ziesing                                       | deutscher Kommunalpolitikerin, Sozialdemokrat, Gründer und Leiter einer Baugenossenschaft                       | 42    |       |
| 8. Juli  | Benjamin G. Lamme                                      | US-amerikanischer Elektroingenieur                                                                              | 60    |       |
| 9. Juli  | Alfred Wyrsch                                          | Schweizer Jurist, Gemeinderat und Nationalrat                                                                   | 52    |       |
| 10. Juli | Georg Bickel                                           | deutscher Pfarrer und Maler                                                                                     | 61    |       |
| 10. Juli | Alfons Mumm von Schwarzenstein                         | Diplomat des Deutschen Reiches                                                                                  | 65    |       |
| 10. Juli | Jacob Alexander Röell                                  | niederländischer Politiker und Vizeadmiral                                                                      | 85    |       |
| 11. Juli | Platon Gregoriewitch Brounoff                          | Dirigent, Arrangeur und Komponist jiddischer Musik                                                              | 65    |       |
| 11. Juli | Johannes Käubler                                       | Bürgermeister der Stadt Bautzen und sächsischer Landtagsabgeordneter                                            | 75    |       |
| 11. Juli | Adam Senßfelder                                        | Landtagsabgeordneter Großherzogtum Hessen                                                                       | 76    |       |
| 12. Juli | Friedrich Wilhelm Georg Büxenstein                     | deutscher Verleger und Förderer des Rudersports                                                                 | 66    |       |
| 12. Juli | Heinrich Ferdinand Johannes Schuldt                    | deutscher Reeder                                                                                                | 84    |       |
| 12. Juli | Henrietta Ward                                         | englische Malerin                                                                                               | 92    |       |
| 13. Juli | Robert Kidston                                         | schottischer Botaniker                                                                                          | 72    |       |
| 13. Juli | Alfred Marshall                                        | britischer Nationalökonom                                                                                       | 81    |       |
| 14. Juli | Franz Xaver Engelhart                                  | deutscher Priester, Kirchenmusiker und Komponist                                                                | 63    |       |
| 14. Juli | Isabella Stewart Gardner                               | US-amerikanische Kunstsammlerin, Philanthropin und Mäzenin                                                      | 84    |       |
| 14. Juli | Robert Knoebel                                         | böhmischer Porträt- und Genremaler                                                                              | 50    |       |
| 14. Juli | Ivan Naraks                                            | jugoslawischer Orgelbauer                                                                                       | 55    |       |
| 14. Juli | Menyhért Palágyi                                       | ungarischer Philosoph, Mathematiker                                                                             | 64    |       |
| 15. Juli | William Balck                                          | preußischer Generalleutnant im Ersten Weltkrieg                                                                 | 65    |       |
| 15. Juli | Kuroda Seiki                                           | japanischer Maler                                                                                               | 57    |       |
| 15. Juli | Ernest Langlois                                        | französischer Romanist und Mediävist                                                                            | 66    |       |
| 15. Juli | Paul Mauch                                             | deutscher Fußballspieler                                                                                        | 27    |       |
| 15. Juli | Rudolf Rieck                                           | deutscher Fabrikant und Politiker                                                                               | 77    |       |
| 16. Juli | Marius Borgeaud                                        | Schweizer Maler                                                                                                 | 62    |       |
| 16. Juli | Paul von Schaefer                                      | württembergischer Offizier, General der Infanterie im Ersten Weltkrieg                                          | 67    |       |
| 16. Juli | Ernst Zimmer                                           | deutscher Maler und Illustrator                                                                                 | 60    |       |
| 17. Juli | Georg Lübke                                            | deutscher Architekt und Hochschullehrer                                                                         | 65    |       |
| 17. Juli | Gustav Nolte                                           | deutscher Baumeister des Historismus                                                                            | 46    |       |
| 17. Juli | Julius Eugen Wagner                                    | deutscher Chemiker                                                                                              | 67    |       |
| 18. Juli | Àngel Guimerà                                          | spanischer Autor katalanischer Sprache                                                                          | 79    |       |
| 19. Juli | Edoardo Bassini                                        | italienischer Chirurg                                                                                           | 80    |       |
| 19. Juli | Alois Czedik von Bründlsberg und Eysenberg             | österreichischer Eisenbahndirektor, Lehrer, Offizier und Politiker, Landtagsabgeordneter                        | 93    |       |
| 19. Juli | Pawel Pawlowitsch Rjabuschinski                        | russischer Unternehmer, Bankier und Politiker                                                                   | 53    |       |
| 19. Juli | Atterson W. Rucker                                     | US-amerikanischer Politiker                                                                                     | 77    |       |
| 20. Juli | Gustav Bauch                                           | deutscher Lehrer und Historiker                                                                                 | 76    |       |
| 20. Juli | Walther von Trebra                                     | deutscher Verwaltungsjurist und Gutsbesitzer                                                                    | 54    |       |
| 21. Juli | Karl Benrath                                           | deutscher Kirchenhistoriker                                                                                     | 78    |       |
| 21. Juli | Gustav Jaumann                                         | österreichischer Physiker                                                                                       | 61    |       |
| 21. Juli | Jan van Leeuwen                                        | niederländischer Gräzist                                                                                        | 74    |       |
| 21. Juli | Werner-Karl-Hermann Graf von der Schulenburg-Wolfsburg | Fideikommißherr von Schloss Wolfsburg und Mitglied des Preußischen Herrenhauses                                 | 67    |       |
| 21. Juli | Horace G. Snover                                       | US-amerikanischer Politiker                                                                                     | 76    |       |
| 22. Juli | Auda ibu Tayi                                          | arabischer Stammesfürst und Krieger                                                                             | 50    |       |
| 22. Juli | Claude Augé                                            | französischer Verleger, Lexikograf und Romanist                                                                 | 69    |       |
| 22. Juli | Bengt Lagercrantz                                      | schwedischer Sportschütze                                                                                       | 37    |       |
| 22. Juli | Hugo Magnus                                            | deutscher Klassischer Philologe und Gymnasiallehrer                                                             | 72    |       |
| 22. Juli | Josef Perwein                                          | österreichischer Politiker (CSP), Abgeordneter zum Nationalrat                                                  | 74    |       |
| 22. Juli | Hermann Steinmeyer                                     | Landtagsabgeordneter Waldeck                                                                                    | 67    |       |
| 23. Juli | Frank Frost Abbott                                     | US-amerikanischer Klassischer Philologe                                                                         | 64    |       |
| 23. Juli | Albert Bürklin                                         | deutscher Politiker (NLP), MdR und Winzer                                                                       | 80    |       |
| 23. Juli | Julius Jäger                                           | deutscher Gymnasiallehrer und Heimatforscher                                                                    | 75    |       |
| 23. Juli | Eduard zur Nedden                                      | preußischer Verwaltungsjurist und Regierungspräsident in Trier                                                  | 69    |       |
| 23. Juli | Martin von Oldershausen                                | deutscher Generalleutnant der Reichswehr                                                                        | 58    |       |
| 23. Juli | Cecil James Sharp                                      | britischer Musiker, Musikdozent, Chorleiterund Komponist                                                        | 64    |       |
| 24. Juli | Palmer Cox                                             | kanadischer Kinderbuchautor und Illustrator                                                                     | 84    |       |
| 24. Juli | Leo Haid                                               | US-amerikanischer Geistlicher, Apostolischer Vikar von North Carolina                                           | 75    |       |
| 24. Juli | Franz von Hoven                                        | deutscher Architekt                                                                                             | 81    |       |
| 24. Juli | Besouro Mangangá                                       | Capoeirista |       |       |
| 25. Juli | George Purdy Bullard                                   | US-amerikanischer Jurist und Politiker                                                                          | 55    |       |
| 25. Juli | Mustafa Lutfi al-Manfaluti                             | ägyptischer Autor                                                                                               | 47    |       |
| 25. Juli | Oskar Scheitlin                                        | Schweizer Unternehmer                                                                                           | 63    |       |
| 26. Juli | Alexander Eliasberg                                    | russischer Übersetzer                                                                                           | 46    |       |
| 26. Juli | Edward S. Minor                                        | US-amerikanischer Politiker                                                                                     | 83    |       |
| 26. Juli | William Robert Ogilvie-Grant                           | schottischer Ornithologe                                                                                        | 61    |       |
| 27. Juli | Ferruccio Busoni                                       | italienischer Pianist, Komponist, Dirigent und Musiklehrer                                                      | 58    |       |
| 27. Juli | Eugen Hildach                                          | deutscher Sänger, Gesangslehrer und Komponist                                                                   | 74    |       |
| 28. Juli | Wilhelm Hammerschmidt                                  | deutscher Politiker                                                                                             | 65    |       |
| 28. Juli | John Quinn                                             | Anwalt | 54    |       |
| 29. Juli | John Stockdale Rhea                                    | US-amerikanischer Politiker                                                                                     | 69    |       |
| 30. Juli | Alfred Bergeat                                         | deutscher Mineraloge und Vulkanologe                                                                            | 58    |       |
| 30. Juli | Marcel de Chollet                                      | schweizerisch-französischer Maler der Belle Époque                                                              | 68    |       |
| 30. Juli | Wilhelm Marx                                           | deutscher Jurist und Kommunalpolitiker, Oberbürgermeister der Stadt Düsseldorf                                  | 72    |       |
| 30. Juli | James-Alfred Porret                                    | Schweizer evangelischer Geistlicher und Hochschullehrer                                                         | 80    |       |
| 31. Juli | Franz Joseph von Battenberg                            | Mitglied des Hauses Battenberg, einer Nebenlinie des hessischen Herrscherhauses                                 | 62    |       |
| 31. Juli | Elkan Naumburg                                         | deutscher Bankier und Philanthrop                                                                               | 89    |       |
| 31. Juli | Stefan Schwartz                                        | österreichischer Medailleur                                                                                     | 72    |       |
|          | Walter Lilie                                           | deutscher Kunstmaler                                                                                            | 48    |       |

## August
| Tag        | Name                                 | Beruf, bekannt als                                                                                   | Alter | Beleg |
| ---------- | ------------------------------------ | --- | ----- | ----- |
| 1. August  | Frieda Amerlan                       | deutsche Jugendschriftstellerin                                                                      | 83    |       |
| 1. August  | George Beilby                        | schottischer Chemiker                                                                                | 73    |       |
| 1. August  | Eduard Marcour                       | deutscher Journalist und Politiker (Zentrum), MdR                                                    | 75    |       |
| 2. August  | Georg Gustav Kubasch                 | sorbischer Pfarrer, Redakteur und Publizist                                                          | 78    |       |
| 2. August  | Richard Moser                        | österreichischer Maler und Radierer                                                                  | 49    |       |
| 2. August  | Jonathan Roth                        | deutscher Jurist und Politiker, MdR                                                                  | 51    |       |
| 2. August  | George Shiras junior                 | US-amerikanischer Jurist                                                                             | 92    |       |
| 2. August  | Nikolaus von Wassilko                | österreichischer und ukrainischer Politiker                                                          | 56    |       |
| 3. August  | Joseph Conrad                        | britischer Schriftsteller                                                                            | 66    |       |
| 3. August  | Max Lossow                           | deutscher Beamter                                                                                    | 67    |       |
| 3. August  | George L. Shepley                    | US-amerikanischer Politiker                                                                          | 69    |       |
| 3. August  | Charles E. Townsend                  | US-amerikanischer Politiker                                                                          | 67    |       |
| 4. August  | Iwan Angelow                         | bulgarischer Maler                                                                                   | 60    |       |
| 4. August  | Eugen Dyckerhoff                     | deutscher Unternehmer                                                                                | 80    |       |
| 4. August  | August Frind                         | deutsch-böhmischer Lithograf, Schriftsteller, Illustrator und Kunstmaler                             | 71    |       |
| 4. August  | Hermann Keller                       | deutscher Hydrologe                                                                                  | 73    |       |
| 4. August  | August Procksch                      | deutscher Altphilologe und Gymnasiallehrer                                                           | 83    |       |
| 4. August  | Santiago Roth                        | schweizerisch-argentinischer Paläontologe                                                            | 74    |       |
| 5. August  | Hiram Barber                         | US-amerikanischer Politiker                                                                          | 89    |       |
| 5. August  | Friedrich Wilhelm Gantenberg         | deutscher Unternehmer                                                                                | 75    |       |
| 5. August  | Jovan Hranilović                     | jugoslawischer Schriftsteller                                                                        | 68    |       |
| 5. August  | Richard Müller                       | deutscher Heimatdichter                                                                              | 63    |       |
| 5. August  | Raymond de Pezzer                    | französischer Komponist                                                                              | 38    |       |
| 5. August  | Teodor Teodorow                      | bulgarischer Politiker und Ministerpräsident                                                         | 65    |       |
| 6. August  | Thomas Joseph Dowling                | kanadischer Geistlicher und römisch-katholischer Bischof von Hamilton, Ontario                       | 84    |       |
| 6. August  | Friedrich Metzler                    | preußischer Generalleutnant                                                                          | 85    |       |
| 6. August  | Ferdinand Vetter                     | Schweizer Germanist und Schriftsteller                                                               | 77    |       |
| 6. August  | Markus von Wickenburg                | ungarischer Beamter und Staatssekretär                                                               | 60    |       |
| 7. August  | Berkeley Moreton, 4. Earl of Ducie   | britischer Peer und Politiker                                                                        | 90    |       |
| 7. August  | Joan Salvat-Papasseit                | katalanischer Dichter                                                                                | 30    |       |
| 7. August  | Camille Zeckwer                      | US-amerikanischer Komponist                                                                          | 49    |       |
| 8. August  | Ferdinand Berg                       | deutscher Verwaltungsbeamter                                                                         | 71    |       |
| 8. August  | Willis James Hulings                 | US-amerikanischer Politiker                                                                          | 74    |       |
| 8. August  | Otto Mayer                           | deutscher Rechtswissenschaftler und Hochschullehrer                                                  | 78    |       |
| 10. August | Robert von Balajthy                  | österreichischer Schauspieler                                                                        | 68    |       |
| 10. August | Todor Petrow                         | bulgarischer Politiker                                                                               | 46    |       |
| 10. August | Johann Steinnus                      | deutscher Steinmetz                                                                                  | 63    |       |
| 10. August | John James Stevenson                 | US-amerikanischer Geologe                                                                            | 82    |       |
| 10. August | Georg Thür                           | deutscher Architekt und preußischer Baubeamter                                                       | 77    |       |
| 11. August | Franz Schwechten                     | deutscher Architekt                                                                                  | 82    |       |
| 12. August | Sándor Bródy                         | ungarischer Schriftsteller                                                                           | 61    |       |
| 12. August | James R. Campbell                    | US-amerikanischer Politiker                                                                          | 71    |       |
| 12. August | Stanisław Dębicki                    | polnischer Maler                                                                                     | 57    |       |
| 12. August | Thomas Raines                        | US-amerikanischer Jurist und Politiker                                                               | 81    |       |
| 13. August | Julián Aguirre                       | argentinischer Komponist, Pianist und Musikpädagoge                                                  | 56    |       |
| 13. August | Max Thedy                            | deutscher Maler, Zeichner und Radierer                                                               | 65    |       |
| 14. August | Adolph Dattan                        | deutsch-russischer Kaufmann                                                                          | 69    |       |
| 15. August | Max Bendiner                         | deutscher Verwaltungsbeamter und Politiker (SPD), MdL                                                | 59    |       |
| 15. August | Julius Deininger                     | österreichischer Architekt                                                                           | 72    |       |
| 15. August | William Silver Frith                 | britischer Bildhauer                                                                                 | 74    |       |
| 15. August | Francis Knollys, 1. Viscount Knollys | Privatsekretär der britischen Könige Eduard VII. und Georg V.                                        | 87    |       |
| 15. August | Albert Narath                        | deutscher Chirurg und Hochschullehrer                                                                | 59    |       |
| 16. August | Cyprian Bridge                       | britischer Admiral und Marinehistoriker                                                              | 85    |       |
| 16. August | William James Connell                | US-amerikanischer Politiker                                                                          | 78    |       |
| 16. August | Wilhelm Haarmann                     | deutscher Staatsanwalt und Politiker                                                                 | 79    |       |
| 16. August | Alfred Ratz                          | österreichischer Politiker (CS), Landtagsabgeordneter und Landesrat im Burgenland                    | 42    |       |
| 16. August | Rudolf Reuß                          | elsässischer Pädagoge, Bibliothekar und Historiker                                                   | 82    |       |
| 16. August | William Robert Smith                 | US-amerikanischer Jurist und Politiker                                                               | 60    |       |
| 17. August | James Jenkins Dossen                 | liberianischer Politiker                                                                             |       |       |
| 17. August | Paul Natorp                          | deutscher Philosoph und Pädagoge                                                                     | 70    |       |
| 17. August | Julie Studer-Steinhäuslein           | Schweizer Frauenrechtlerin                                                                           | 71    |       |
| 17. August | Pawel Samuilowitsch Urysohn          | russischer Mathematiker                                                                              | 26    |       |
| 18. August | LeBaron Bradford Colt                | US-amerikanischer Jurist und Politiker                                                               | 78    |       |
| 18. August | Laura Lemon                          | kanadische Komponistin und Pianistin                                                                 | 57    |       |
| 18. August | Antoine de Mitry                     | französischer General                                                                                | 66    |       |
| 18. August | Ignaz Mitterer                       | österreichischer Komponist und Kirchenmusiker                                                        | 74    |       |
| 18. August | Ferdinand Münzenberger               | deutscher Architekt                                                                                  | 78    |       |
| 19. August | Ferdinand Cheval                     | französischer Postbote und Erbauer des sogenannten „Palais idéal“                                    | 88    |       |
| 19. August | Wilhelm Denicke                      | Bürgermeister der Stadt Celle                                                                        | 71    |       |
| 19. August | John Gilfillan                       | US-amerikanischer Politiker                                                                          | 89    |       |
| 20. August | Francis William Stronge              | britischer Botschafter                                                                               | 67    |       |
| 22. August | Sietze Douwes van Veen               | niederländischer Kirchenhistoriker                                                                   | 67    |       |
| 23. August | Heinrich Berté                       | österreichischer Komponist                                                                           | 67    |       |
| 23. August | Emil Bodenstab                       | deutscher Apotheker und Heimatforscher                                                               | 68    |       |
| 24. August | Franz Theodor Doflein                | deutscher Zoologe                                                                                    | 51    |       |
| 24. August | Albert Meyer                         | deutscher Fotograf                                                                                   | 67    |       |
| 24. August | Johannes E. Rabe                     | deutscher Heimatdichter                                                                              | 86    |       |
| 24. August | Bernhard Schaffeld                   | deutscher Reichsgerichtsrat                                                                          | 73    |       |
| 25. August | Thomas Allen                         | US-amerikanischer Landschafts- und Genremaler der Düsseldorfer Schule                                | 74    |       |
| 25. August | Ludvík Aust                          | österreichischer Politiker, Abgeordneter zum Abgeordnetenhaus und Provisorischen Nationalversammlung | 61    |       |
| 26. August | Eugène Py                            | französisch-argentinischer Filmpionier                                                               | 65    |       |
| 27. August | William Bayliss                      | britischer Physiologe                                                                                | 64    |       |
| 27. August | Oswald Körte                         | deutscher Offizier (Major), Musikwissenschaftler und Komponist                                       | 72    |       |
| 27. August | Henry William Massingham             | britischer Journalist                                                                                | 64    |       |
| 27. August | Robert Müller                        | österreichischer Schriftsteller, Journalist und Verleger                                             | 36    |       |
| 27. August | Nathan Porges                        | österreichisch-deutscher Rabbiner                                                                    | 75    |       |
| 28. August | David Marston Clough                 | US-amerikanischer Politiker                                                                          | 77    |       |
| 28. August | Henry Gage                           | US-amerikanischer Politiker                                                                          | 71    |       |
| 28. August | Anton Goldbach von Sulittaborn       | böhmischer Adeliger und Offizier der Königlich-kaiserlichen Armee im Ersten Weltkrieg                | 58    |       |
| 29. August | Francis Barraud                      | britischer Maler                                                                                     | 68    |       |
| 29. August | Johann Roitinger                     | österreichischer Politiker (CSP), Abgeordneter zum Nationalrat                                       | 78    |       |
| 29. August | Karl Wrabetz                         | österreichischer Lithograf, Fotograf, Person des österreichischen Genossenschaftswesen               | 78    |       |
| 30. August | Eduard Hübner                        | deutscher Maler, Bildhauer und Plakatkünstler                                                        | 82    |       |
| 30. August | Amos H. Jackson                      | US-amerikanischer Politiker                                                                          | 78    |       |
| 30. August | Waldemar Jungner                     | schwedischer Erfinder, Ingenieur und Unternehmer                                                     | 55    |       |
| 30. August | Lucio Mariani                        | italienischer Klassischer Archäologe                                                                 | 59    |       |
| 30. August | Viktor Waldner                       | österreichischer Politiker (DnP), Abgeordneter zum Nationalrat                                       | 72    |       |
| 31. August | Max Kopfstein                        | deutscher Bezirksrabbiner                                                                            |       |       |
| 31. August | Karl von Perfall                     | deutscher Journalist und Kunstkritiker                                                               | 73    |       |

## September
| Tag           | Name                             | Beruf, bekannt als                                                                                 | Alter | Beleg |
| ------------- | -------------------------------- | -------------------------------------------------------------------------------------------------- | ----- | ----- |
| 1. September  | Joseph Henry Blackburne          | britischer Schachgroßmeister                                                                       | 82    |       |
| 1. September  | August Degen                     | deutscher Agrarfunktionär sowie Politiker (Zentrum)                                                | 73    |       |
| 1. September  | Bernard Maréchal                 | französischer Ordensgeistlicher, Gründer der Zisterzienserabtei Pont-Colbert                       | 84    |       |
| 1. September  | Zeynalabdin Taghiyev             | aserbaidschanischer Industrieller und Philanthrop                                                  |       |       |
| 1. September  | Samuel Baldwin Marks Young       | US-amerikanischer Offizier, Generalleutnant der US Army                                            | 84    |       |
| 2. September  | Adelbert Düringer                | deutscher Politiker (NP, DNVP, DVP), MdR                                                           | 69    |       |
| 2. September  | James H. O’Brien                 | US-amerikanischer Politiker                                                                        | 64    |       |
| 2. September  | Dario Resta                      | italienisch-britischer Automobilrennfahrer                                                         | 40    |       |
| 2. September  | Ludwig Treplin                   | deutscher Jurist, Reichsanwalt und Senatspräsident am Reichsgericht                                | 89    |       |
| 3. September  | Adolf Paulus                     | deutscher Kunsthändler                                                                             | 73    |       |
| 3. September  | Friedrich Voggenberger           | deutscher Architekt und Innenarchitekt                                                             | 39    |       |
| 4. September  | August Leopold von Reuss         | österreichischer Augenarzt                                                                         | 82    |       |
| 5. September  | Otto Bollhagen                   | deutscher Maler                                                                                    | 62    |       |
| 5. September  | Leo Feld                         | österreichischer Librettist, Übersetzer und Schriftsteller                                         | 55    |       |
| 5. September  | Karl Komzák                      | österreichischer Komponist                                                                         | 46    |       |
| 6. September  | Alfred Fekete                    | österreich-ungarischer Schriftsteller und Drehbuchautor                                            | 44    |       |
| 6. September  | Marie Valerie von Österreich     | Erzherzogin von Österreich, österreichische Kaisertochter                                          | 56    |       |
| 6. September  | Adeline Rittershaus-Bjarnason    | deutsche Philologin und Germanistin                                                                | 57    |       |
| 6. September  | Nachman Syrkin                   | Begründer und Führer des sozialistischen Zionismus                                                 | 56    |       |
| 7. September  | Richard Hamel                    | deutscher Journalist und Schriftsteller                                                            | 70    |       |
| 7. September  | Georg von Hantelmann             | deutscher Offizier der Fliegertruppe im Ersten Weltkrieg                                           | 25    |       |
| 7. September  | Johann Jakob Irle                | deutscher Missionar in Deutsch-Südwestafrika                                                       | 81    |       |
| 8. September  | Helene von Österreich            | österreichische Adelige, Erzherzogin von Österreich                                                | 20    |       |
| 8. September  | Ernst Jordan                     | deutscher Theater-, Dekorations- und Architekturmaler sowie Hochschullehrer                        | 66    |       |
| 8. September  | Ferdinand von Lochow             | deutscher Landwirt, Züchter einer neuen Roggensorte                                                | 74    |       |
| 9. September  | Ernst Richard Escales            | deutscher Chemiker und Herausgeber von Fachzeitschriften                                           | 61    |       |
| 9. September  | Hermine Hug-Hellmuth             | österreichische Psychoanalytikerin                                                                 | 53    |       |
| 10. September | Eva May                          | österreichische Stummfilmschauspielerin                                                            | 22    |       |
| 10. September | Emil Spitra                      | kärntnerischer Großimporteur                                                                       | 73    |       |
| 11. September | Christian von Krogh              | deutscher Offizier und Resident in Adamaua                                                         | 61    |       |
| 11. September | Guido von Matuschka-Greiffenclau | deutscher Verwaltungsbeamter, Hofbeamter und Gutsbesitzer                                          | 77    |       |
| 11. September | Muhammad Jamalul Alam II.        | bruneiischer Sultan                                                                                |       |       |
| 11. September | Mieczysław Surzyński             | polnischer Organist und Komponist                                                                  | 57    |       |
| 13. September | Wilhelm Backhausen               | deutscher evangelisch-lutherischer Pastor und Sozialpädagoge                                       | 55    |       |
| 13. September | Dimo Chadshidimow                | bulgarischer Aktivist und Politiker                                                                | 48    |       |
| 13. September | Pekka Juhani Hannikainen         | finnischer Komponist                                                                               | 69    |       |
| 14. September | Friedrich Wilhelm Bock           | deutscher Arzt und Politiker                                                                       | 52    |       |
| 14. September | Conrad Magnusson                 | US-amerikanischer Tauzieher                                                                        | 50    |       |
| 15. September | Frank Chance                     | US-amerikanischer Baseballspieler und -trainer                                                     | 47    |       |
| 15. September | John Landauer                    | deutscher Chemiker und Kaufmann                                                                    | 76    |       |
| 15. September | Josef Lewinsky                   | österreichischer Schriftsteller, Musik- und Theaterkritiker                                        | 85    |       |
| 15. September | Jimmy Murphy                     | US-amerikanischer Automobilrennfahrer                                                              | 30    |       |
| 15. September | Wilhelm Roux                     | deutscher Zoologe                                                                                  | 74    |       |
| 15. September | Philipp Woker                    | Schweizer Historiker und christkatholischer Theologe                                               | 76    |       |
| 16. September | Augusta Bender                   | deutsche Frauenrechtlerin, Schriftstellerin                                                        | 78    |       |
| 16. September | Arabella Huntington              | US-amerikanische Kunstmäzenin und Kunstsammlerin                                                   | 73    |       |
| 17. September | William Lewis Douglas            | US-amerikanischer Politiker                                                                        | 79    |       |
| 17. September | Melchior Jakober                 | Schweizer Skifabrikant                                                                             | 73    |       |
| 17. September | Konrad Gans zu Putlitz           | deutscher Gutsbesitzer und Politiker                                                               | 69    |       |
| 17. September | John Martin Schaeberle           | deutsch-amerikanischer Astronom                                                                    | 71    |       |
| 18. September | Carl Biberfeld                   | deutscher Lyriker, Essayist und Herausgeber                                                        | 68    |       |
| 18. September | Francis Herbert Bradley          | englischer Philosoph                                                                               | 78    |       |
| 18. September | Carl Hagens                      | deutscher Jurist, Präsident des Oberlandesgerichts Frankfurt am Main                               | 86    |       |
| 18. September | Gustav Malkewitz                 | deutscher Druckereibesitzer, Verleger und Politiker (DNVP), MdR                                    | 63    |       |
| 19. September | Theodor Ilgen                    | deutscher Historiker und Archivar                                                                  | 69    |       |
| 19. September | Reginald Pole-Carew              | britischer Adliger, Offizier und Politiker                                                         | 75    |       |
| 19. September | Ewald Schneider                  | deutscher lutherischer Theologe und Autor                                                          | 65    |       |
| 19. September | Hannibal Sehested                | dänischer konservativer Politiker der Partei Højre                                                 | 81    |       |
| 20. September | Ernest Holness                   | britischer Seemann und Antarktisreisender                                                          | 31    |       |
| 20. September | Alfred Stephan                   | deutscher Jurist und Politiker                                                                     | 39    |       |
| 21. September | Adolf Des Coudres                | deutscher Landschaftsmaler                                                                         | 62    |       |
| 21. September | Édouard Gaston Deville           | französisch-kanadischer Entdecker                                                                  | 75    |       |
| 21. September | Heinrich von Kummer              | preußischer Generalleutnant                                                                        | 83    |       |
| 21. September | Maximilian Reichel               | deutscher Bauingenieur und Feuerwehrbeamter                                                        | 68    |       |
| 22. September | Alfred Frey                      | Schweizer Ökonom und Wirtschaftspolitiker                                                          | 65    |       |
| 22. September | Robert J. Gamble                 | US-amerikanischer Politiker                                                                        | 73    |       |
| 22. September | William S. Greene                | US-amerikanischer Politiker                                                                        | 83    |       |
| 22. September | Salomon Kalischer                | deutscher Komponist, Pianist und Physiker                                                          | 79    |       |
| 22. September | Hermann Kövess von Kövesshaza    | österreichisch-ungarischer Feldmarschall und letzter Oberkommandierender der k.u.k. Armee          | 70    |       |
| 22. September | Martin Rücker von Jenisch        | deutscher Diplomat                                                                                 | 63    |       |
| 23. September | Georg Birk                       | deutscher Politiker (SPD), MdR                                                                     | 84    |       |
| 23. September | Frederick Corser                 | US-amerikanischer Architekt                                                                        | 75    |       |
| 23. September | Julius Keck                      | deutscher Politiker                                                                                | 55    |       |
| 24. September | Manuel José Estrada Cabrera      | guatemaltekischer Präsident                                                                        | 66    |       |
| 24. September | Alexandre Lacassagne             | französischer Arzt und Kriminologe                                                                 | 81    |       |
| 24. September | Wilhelm Sachs                    | österreichisch-ungarischer Admiralstabsarzt                                                        | 82    |       |
| 25. September | Karel Burian                     | böhmisch-tschechischer Opernsänger                                                                 | 54    |       |
| 25. September | Lotta Crabtree                   | US-amerikanische Schauspielerin, Entertainerin, Komikerin und Philanthropin                        | 76    |       |
| 25. September | Johannes Hellmann                | deutscher Jurist                                                                                   | 84    |       |
| 25. September | Francis O. Lindquist             | US-amerikanischer Politiker                                                                        | 54    |       |
| 25. September | Johann Friedrich Schär           | Schweizer Betriebswirtschaftler                                                                    | 78    |       |
| 26. September | Walter Long, 1. Viscount Long    | britischer Politiker                                                                               | 70    |       |
| 26. September | Julius Ofner                     | österreichischer Rechtsphilosoph und Politiker, Landtagsabgeordneter, Abgeordneter zum Nationalrat | 79    |       |
| 27. September | Franz Hubert Maria Schweitzer    | deutscher katholischer Geistlicher und Generalpräses des Internationalen Kolpingwerkes             | 59    |       |
| 27. September | Arthur White                     | US-amerikanischer Schauspieler                                                                     | 43    |       |
| 28. September | Lawrence Park                    | amerikanischer Architekt und Kunsthistoriker                                                       | 50    |       |
| 28. September | Carl Winkelmann                  | deutscher Politiker der SPD                                                                        | 58    |       |
| 29. September | Eduardo Arolas                   | argentinischer Tangokomponist, Bandoneonist und Bandleader                                         | 32    |       |
| 29. September | Willy Bardas                     | österreichischer Pianist und Musikpädagoge                                                         | 37    |       |
| 29. September | Ferdinand Engelmüller            | tschechischer Landschafts- und Architekturmaler sowie Grafiker                                     | 56    |       |
| 29. September | Ragna Nielsen                    | norwegische Pädagogin, Publizistin, Politikerin und Frauenrechtlerin                               | 79    |       |
| 29. September | Josef Rotter                     | deutscher Chirurg                                                                                  | 67    |       |
|               | Harry Bradshaw                   | englischer Fußballtrainer und -funktionär                                                          |       |       |